# Gabriel Paletta
Gabriel Alejandro Paletta (Buenos Aires, 15 februari 1986) is een Italiaans-Argentijns betaald voetballer die bij voorkeur als centrale verdediger speelt. Hij tekende in februari 2015 een contract tot medio 2018 bij AC Milan, dat hem overnam van  Parma. Paletta debuteerde in 2014 in het Italiaans voetbalelftal.

## Clubcarrière
Paletta maakte in 2005 zijn profdebuut voor CA Banfield in een wedstrijd voor de Copa Libertadores tegen Independiente Medellín. Op het WK Onder-20 dat in juni en juli 2005 in Nederland werd gehouden, won Paletta met Argentinië de wereldtitel. Scouts van Liverpool FC merkten hem op en in juli 2006 tekende Paletta bij de Engelse club. Hij werd de tweede Argentijnse speler in de geschiedenis van The Reds, na Mauricio Pellegrino in 2005. Op 25 oktober 2006 maakte Paletta zijn officiële debuut in de wedstrijd om de League Cup tegen Reading FC, maar een basisplaats bij Liverpool bleef uit. In 2007 ging hij terug naar Argentinië om er voor Boca Juniors te spelen. Parma FC haalde hem in juli 2010 vervolgens terug naar Europa, naar Italië.
Paletta tekende in februari 2015 een contract tot medio 2018 bij AC Milan, dat hem halverwege het seizoen overnam van Parma. Milan verhuurde hem in augustus 2015 voor een jaar aan Atalanta Bergamo.

## Interlandcarrière
Onder leiding van bondscoach Cesare Prandelli maakte Paletta zijn debuut voor Italië op woensdag 5 maart 2014, toen de ploeg met 1-0 verloor van regerend wereld- en Europees kampioen Spanje in een vriendschappelijke wedstrijd in het Estadio Vicente Calderón in Madrid. Ook Ciro Immobile maakte in die wedstrijd zijn debuut voor de Italiaanse ploeg.

## Erelijst
| Competitie                          |              |              |              |              |
| Competitie                          | Aantal       | Jaren        |              |              |
| Boca Juniors                        | Boca Juniors | Boca Juniors | Boca Juniors | Boca Juniors |
| ----------------------------------- | ------------ | ------------ | ------------ | ------------ |
| Recopa Sudamericana                 | 1x           | 2008         |              |              |
| Primera División (Winnaar Apertura) | 1x           | 2008         |              |              |
| Argentinië -20                      |              |              |              |              |
| Wereldkampioen voetbal -20          | 1x           | 2005         |              |              |

1 Buffon  ·
2 De Sciglio ·
3 Chiellini ·
4 Darmian ·
5 Motta ·
6 Candreva ·
7 Abate ·
8 Marchisio ·
9 Balotelli ·
10 Cassano ·
11 Cerci ·
12 Sirigu ·
13 Perin ·
14 Aquilani ·
15 Barzagli ·
16 De Rossi ·
17 Immobile ·
18 Parolo ·
19 Bonucci ·
20 Paletta ·
21 Pirlo ·
22 Insigne ·
23 Verratti ·
Coach: Prandelli